# Леммле, Карла
Ребе́кка Изабе́лль «Ка́рла» Ле́ммле (англ. Rebecca Isabelle «Carla» Laemmle; 20 октября 1909 — 12 июня 2014) — американская актриса, племянница основателя студии «Universal Pictures» Карла Леммле.
На киноэкранах Леммле дебютировала в 1925 году с небольшой роли балерины в фильме ужасов «Призрак Оперы». В дальнейшем она появилась в небольших ролях ещё в десятке фильмов, среди которых «Бродвейская мелодия» (1929), «Король джаза» (1930) и «Дракула» (1931). В конце 1930-х годов она завершила актёрскую карьеру, после чего лишь однажды появилась на большом экране — в 2001 году в возрасте 92 лет она сыграла вампиршу в фильме ужасов «Клуб охотников на вампиров».
20 октября 2009 года в окружении друзей, среди которых были Рэй Брэдбери, Сара Карлофф, Бела Лугоши мл., актриса отпраздновала столетний юбилей.
Карла Леммле умерла в своём доме в Лос-Анджелесе 12 июня 2014 года в возрасте 104 лет. На момент смерти она была старейшей актрисой, снимавшейся в эпоху немого кино.

## Избранная фильмография
| Год  |   | Русское название    | Оригинальное название | Роль                          |
| ---- | - | ------------------- | --------------------- | ----------------------------- |
| 1929 | ф | Бродвейская мелодия | The Broadway Melody   | специализированная танцовщица |
| 1930 | ф | Король джаза        | King of Jazz          | хористка                      |